# Litouwen op de Europese kampioenschappen atletiek 2010
Litouwen werd vertegenwoordigd door 25 atleten op de Europese kampioenschappen atletiek 2010.

## Deelnemers
| Onderdeel          | Mannen                                 | Vrouwen                                                                                       |
| ------------------ | -------------------------------------- | --------------------------------------------------------------------------------------------- |
| 100 m              |                                        | Lina Grinčikaitė                                                                              |
| 800 m              | Vitalij Kozlov                         | Eglė Balčiūnaitė                                                                              |
| 100 m horden       |                                        | Sonata Tamošaitytė                                                                            |
| 110 m horden       | Mantas Šilkauskas                      |                                                                                               |
| 400 m horden       | Silvestras Guogis                      |                                                                                               |
| Marathon           |                                        | Živilė Balčiūnaitė Rasa Drazdauskaitė Remalda Kergytė                                         |
| 20 km snelwandelen |                                        | Neringa Aidietytė Kristina Saltanovič Brigita Virbalytė-Dimšienė                              |
| 50 km snelwandelen | Donatas Škarnulis Tadas Šuškevičius    |                                                                                               |
| Hoogspringen       |                                        | Airinė Palšytė                                                                                |
| Verspringen        | Povilas Mykolaitis                     | Lina Andrijauskaitė                                                                           |
| Hink-stap-springen | Mantas Dilys                           |                                                                                               |
| Kogelstoten        |                                        | Austra Skujytė                                                                                |
| Discuswerpen       | Aleksas Abromavičius Virgilijus Alekna | Zinaida Sendriūtė                                                                             |
| Tienkamp           | Darius Draudvila                       |                                                                                               |
| 4 x 100 m          |                                        | Lina Andrijauskaitė Lina Grinčikaitė Edita Kavaliauskienė Silva Pesackaitė Sonata Tamošaitytė |

## Resultaten

### 100m vrouwen
- Lina Grinčikaitė
  - Reeksen: 11,48 (Q)
  - Halve finale: 12de in 11,35 (SB) (NQ)

### 100m horden vrouwen
- Sonata Tamošaitytė
  - Reeksen: 19de in 13,31 (NQ)

### 110m horden mannen
- Mantas Šilkauskas
  - Reeksen: gediskwalificeerd

### 400m horden mannen
- Silvestras Guogis
  - Reeksen: 53,38 (NQ)

### 800m

#### Mannen
- Vitalij Kozlov
  - Reeksen: 28ste in 1.52,18 (NQ)

#### Vrouwen
- Eglė Balčiūnaitė
  - Ronde 1: 2:01.19 (NQ)

### 20km snelwandelen vrouwen
- Neringa Aidietytė: 15de in 1:37.32
- Kristina Saltanovič: 7de in 1:31.40 (SB)
- Brigita Virbalytė-Dimšienė: 13de in 1:35.00

### 50km snelwandelen
- Donatas Škarnulis: gediskwalificeerd
- Tadas Šuškevičius: 9de in 3:52.31 (PB)

### 4x100m vrouwen
- Reeksen: 11de in 44,13 (NQ)

### Kogelstoten vrouwen
- Austra Skujytė
  - Kwalificatie: 17,62m (SB) (Q)
  - Finale: 17,72m (SB) (12de)

### Verspringen

#### Mannen
- Povilas Mykolaitis
  - Kwalificatie: 13de met 7,94m (=SB) (NQ)

#### Vrouwen
- Lina Andrijauskaite
  - Kwalificatie: 6,35m (PB) (NQ)

### Discuswerpen

#### Mannen
- Aleksas Abromavičius
  - Kwalificatie: 29ste met 58,05m (NQ)
- Virgilijus Alekna
  - Kwalificatie: 6de met 63,93m (Q)
  - Finale: 5de met 64,64m

#### Vrouwen
- Zinaida Sendriute
  - Kwalificatie: 58,98m (SB) (q)
  - Finale: 5de in 60,70m (PB)

### Hink-stap-springen mannen
- Mantas Dilys
  - Kwalificatie: 16,32m (SB) (NQ)

### Hoogspringen vrouwen
- Airinė Palšytė
  - Kwalificatie: 1,90m (NQ)

### Marathon vrouwen
- Živilė Balčiūnaitė:  in 2:31.14 (SB)
- Rasa Drazdauskaitė: 15de in 2:38.55
- Remalda Kergytė: 34ste in 2:55.12

Albanië · Andorra · Armenië · Azerbeidzjan · België · Bosnië en Herzegovina · Bulgarije · Cyprus · Denemarken · Duitsland · Estland · Finland · Frankrijk · Georgië · Gibraltar · Griekenland · Groot-Brittannië · Hongarije · Ierland · IJsland · Israël · Italië · Kroatië · Letland · Liechtenstein · Litouwen · Luxemburg · Macedonië · Malta · Moldavië · Monaco · Montenegro · Nederland · Noorwegen · Oekraïne · Oostenrijk · Polen · Portugal · Roemenië · Rusland · San Marino · Servië · Slovenië · Slowakije · Spanje · Tsjechië · Turkije · Wit-Rusland · Zweden · Zwitserland